# Sebi García
Sebastián García Grout (Bedford, Engeland, 13 november 1981) is een professioneel golfer uit Spanje.
Sebi heeft een Engelse moeder. Hij werd geboren met een open rug en doet aan pilates om in goede conditie te blijven.

## Amateur
Als amateur met handicap +4 ging Sebi in 2005 al naar de Tourschool.

## Professional
Sebi werd in 2006 professional. 
In 2010 speelde hij het Spaans Open op de Real Club de Golf de Sevilla waar hij een ronde van 58 maakte en op de 46ste plaats eindigde. Op de Tourschool een half jaar later lukte het een volle spelerskaart te krijgen voor de Europese PGA Tour van 2011. Hij begon het seizoen goed met een 23ste plaats bij het Zuid-Afrikaans Open (december 16-19 2010).